# Tyrissa polygrapha
Tyrissa polygrapha là một loài bướm đêm trong họ Erebidae.